# Quel che resta del giorno (romanzo)
Quel che resta del giorno (The Remains of the Day) è il terzo romanzo dello scrittore nippo-britannico Kazuo Ishiguro, pubblicato nel 1989. Vinse il premio Booker lo stesso anno e fu il primo vero successo di vendite dell'autore.
Il protagonista è Stevens, un maggiordomo con un lungo trascorso in servizio a Darlington Hall, una maestosa magione di campagna vicino a Oxford, in Inghilterra. Nel 1956, egli rievoca gli avvenimenti ormai lontani degli anni Venti e Trenta che hanno avuto luogo nella grande casa.
Dal romanzo fu tratto il celebre film omonimo, interpretato da Anthony Hopkins ed Emma Thompson.

## Trama
Il romanzo, scritto sotto forma di diario, prende la strada della reminiscenza e dei conti da fare col passato. L'io narrante, Stevens, è un anziano maggiordomo inglese che per la gran parte della sua vita ha lavorato a Darlington Hall, una grande magione nella campagna inglese, al leale servizio di Lord Darlington, recentemente scomparso e che descrive dettagliatamente nei flashback, e ora dell'americano Mr. Farraday. 
Egli riceve una lettera da una ex collega, la governante Miss Kenton: descrivendo la sua vita personale, dalla lettura ne trae la sensazione di un matrimonio infelice. Essendo a corto di personale, la residenza avrebbe bisogno della capacità già dimostrata in passato dalla donna.
Sul finire dell'estate del 1956 Stevens, su proposta del suo nuovo datore di lavoro americano, intraprende un viaggio in macchina di una settimana nella campagna inglese. Inizia così a considerare la possibilità  di far visita a Miss Kenton, che negli anni Trenta era stata governante a Darlington Hall, per sondare la sua disponibilità a tornare a lavorarvi. Si dirige a Cornwall, dove la donna - sposata con Mr. Benn - vive. Ha così modo di ripensare all'affetto e alla mutua e lontana attrazione che tenne avvinti entrambi, pur senza sfociare in aperto rapporto, durante quegli anni trascorsi a lavorare assieme nella residenza.
Stevens racconta vari episodi che si verificano durante il suo viaggio, ma soprattutto ricorda ampiamente i fatti risalenti agli anni venti e trenta, ai tempi in cui era maggiordomo di Lord Darlington. Emerge una grande dedizione al suo lavoro e la profonda, incrollabile fedeltà e lealtà verso l'antico datore di lavoro. Ripercorre così le tappe della sua esistenza servile, della quale fu fiero finché si svolse. Ora, però, il passato gli si rivela privo di contenuto, avendo sacrificato la propria vita personale e mantenendo un completo isolamento dalla realtà, del quale finalmente si rammarica. 
Inoltre, rivede negativamente le illusioni nutrite in quel tempo dal suo padrone, Lord Darlington, il quale offriva splendidi ricevimenti nella sua residenza con simpatizzanti tedeschi nazisti e aristocratici inglesi nello sforzo di influenzare gli affari internazionali negli anni che precedettero la Seconda guerra mondiale. Nonostante Stevens giustifichi l'operato di Lord Darlington, delineando il profilo disinteressato dell'uomo e la sua nobiltà d'animo, emerge in vari punti la simpatia e l'ammirazione mostrata dall'aristocratico verso i nazisti. Alla fine della tragedia della guerra mondiale, Darlington cadde in disgrazia per i suoi abbagli circa i propositi pacifici della Germania di Hitler, rivelatisi fatali per la sua reputazione pubblica.
La magione aristocratica inglese, venduta al ricco americano, è una metafora - evidente e ricca di significati profondi - dei rapporti di forza tra Inghilterra e America della metà del XX secolo: con la guerra, pur vinta dai due paesi alleati di lingua inglese, avviene quello slittamento del potere mondiale, che porta alla fine dall'impero britannico e al passaggio all'America della leadership dell'Occidente.

## Edizioni italiane
- Kazuo Ishiguro, Quel che resta del giorno, traduzione di Maria Antonietta Saracino, Collana Supercoralli, Torino, Einaudi, 1990.